# Djävulssås
Djävulssås (franska: sauce diable) är en sås bestående av bland annat schalottenlök, vitpeppar, vinäger, vitt vin samt buljong. Allting kokas och på slutet smakas såsen av med cayennepeppar.